# Miconia moensis
Miconia moensis är en tvåhjärtbladig växtart som först beskrevs av Nathaniel Lord Britton, och fick sitt nu gällande namn av Brother Alain. Miconia moensis ingår i släktet Miconia och familjen Melastomataceae. Inga underarter finns listade i Catalogue of Life.